# Нова Дмитрівка (Ізюмський район)
Нова́ Дми́трівка — село в Україні, у Барвінківській міській громаді Ізюмського району Харківської області. Населення становить 236 осіб. До 2020 орган місцевого самоврядування — Рідненська сільська рада.

## Географія
Рельєф
Село Нова Дмитрівка розташоване поблизу кількох невеликих балок — Круглої, Розсоховатої, Малобобрової та Бобрової, дном яких протікають пересихаючі струмки, на деяких з яких створені ставки.
Корисні копалини
Поблизу села було розвідано родовище бурого вугілля, яке розташоване під селом. Розробкою родовища займається підпримство з іноземними інфестиціями «Барвінок 3+», дочірнє підприємство швейцарської компанії «Hydrogen Power Holding». Планується видобувати 3 млн т вугілля на рік та отримувати 1 млрд м3 газу для металургії.

## Історія
Село постраждало внаслідок геноциду українського народу, проведеного урядом СССР в 1932—1933 роках, кількість встановлених жертв в Новій Дмитрівці та Курульці — 171 людина.
5 березня 2012 року під час другого засідання Ради вітчизняних та іноземних інвесторів при Харківській обласній державній адміністрації директор підприємства «Барвінок 3+» Юрій Оршанський заявив, що жителі села Нова Дмитрівка чисельністю 230 осіб будуть переселені зі збереженням всіх соціальних норм, оскільки село знаходиться над Новодмитрівським родовищем бурого вугілля.
12 червня 2020 року, відповідно до Розпорядження Кабінету Міністрів України  № 725-р «Про визначення адміністративних центрів та затвердження територій територіальних громад Харківської області», увійшло до складу Барвінківської міської територіальної громади.
19 липня 2020 року, в результаті адміністративно-територіальної реформи та ліквідації Барвінківського району, село увійшло до складу Ізюмського району.
У 2022 році село постраждало внаслідок російських обстрілів.

## Населення
- 2001—236 осіб[7]
- 2012—230 осіб[1]

### Мова
Розподіл населення за рідною мовою за даними перепису 2001 року:
| Мова       | Кількість | Відсоток |
| ---------- | --------- | -------- |
| українська | 219       | 92.8%    |
| російська  | 17        | 7.2%     |
| Усього     | 236       | 100%     |

## Економіка
- В селі є молочно-товарна і вівце-товарна ферми.

## Культура
- Школа.

## Пам'ятки
- Ентомологічний заказник місцевого значення «Чабанне». Площа 5,0 га.

Заповідна ділянку розміщена на схилах степової балки, яка з трьох сторін межує з орними землями, зі сходу захищена лісом. Рослинність представлена чагарниковими і ковило-типчаковим степом за участю рідкісних рослин — видів ковили і катрану татарського, цінних лікарських рослин. В ентомо-фауні переважають степові мезофіли і ксерофіти, трофічно пов'язані з рослинами цілинних степів. Виділяється комплекс комах-запилювачів люцерни: Мелітта заяча, еуцера, антофори, номія діверзіпес, джміль степовий, у тому числі і рідкісні види, які занесені до Червоної книги України — рофітоідес сірий, мелітурга булавовуса, джмелі: глинистий, моховий.
- Новодмитрівський заказник — ландшафтний заказник місцевого значення.